# William Castro
William Adrián Castro Rosso (22 maja 1962) – urugwajski piłkarz występujący na pozycji pomocnika.
Castro zawodową karierę piłkarską rozpoczął w 1982 roku w klubie CA Bella Vista. W 1986 na krótko przeniósł się do Argentyny, gdzie grał w klubie Gimnasia y Esgrima La Plata, po czym wrócił do klubu Bella Vista. W 1988 przeniósł się do klubu Club Nacional de Football, z którym zwyciężył w turnieju Copa Libertadores 1988. W tym samym roku zdobył Puchar Interkontynentalny, egzekwując skutecznie karnego w decydującej o tytule rozgrywce rzutów karnych.
Jako piłkarz klubu Nacional był w kadrze reprezentacji w finałach mistrzostw świata w 1990 roku, gdzie Urugwaj dotarł do 1/8 finału. Castro nie zagrał w żadnym meczu. Po mistrzostwach wyjechał do Meksyku by grać w barwach Cruz Azul.
W 1992 Castro wrócił do Urugwaju, gdzie grając w klubie CA Peñarol dwukrotnie – w 1993 i 1994 – zdobył mistrzostwo Urugwaju. Następnie w 1994 przeszedł do Progreso Montevideo, a stąd w 1995 do Liverpool Montevideo. W 1997 grał w barwach klubu Punta del Este, skąd przeniósł się w 1998 do Miramar Miramar Misiones, gdzie zakończył karierę.
Castro od 3 maja 1989 do 4 września 1991 rozegrał w reprezentacji Urugwaju 9 meczów i zdobył 2 bramki.
Nigdy nie wziął udziału w turnieju Copa América.